# Чубков, Юрий Дмитриевич
Юрий Дмитриевич Чубков (13 марта 1938, Ленинград — 24 мая 2010 Санкт-Петербург) — советский и российский прозаик, писатель, очеркист. Член Союза писателей России, член-корреспондент Петровской Академии наук и искусств. Лауреат Литературная премия имени Н. В. Гоголя (2007).

## Биография
Родился 13 марта 1938 году в Ленинграде. Отец работал мастером на производстве, мать трудилась воспитателем в детском саду. В начале войны семья отправилась в эвакуацию в Сибирь. Юрий потерялся по дороге, но вскоре нашёлся. В Новосибирске завершил обучение в вечерней школе и отсюда был призван в ряды Советской армии.
После демобилизации, стал самостоятельно изучать испанский язык. Поступил и стал обучаться на португальском отделении Ленинградского государственного университета. В 1967 году получил диплом о высшем образовании, был направлен на работу переводчиком в Душанбе. Преподавал в Военном институте иностранных языков в Москве, позже трудился переводчиком в «Интуристе» в Ленинграде.
Был направлен в командировка в Мозамбик, работал переводчиком при экономической миссии. Культура этой страны была отражена в его литературных произведениях. В издательстве «Детгиз» в свет вышли «Сказки Мозамбика» (1983), в издательстве «Детская литература» — повесть «От Мапуту до Рувумы» (1989); в издательстве «Глобус» — очерки о культуре и нравах жителей Африки, и кроме того, Бразилии и Юго-Восточной Азии (1982-87). Начало романа «Некуда бежать» также отправляет читателя в африканскую страну, в обстановку дипломатического учреждения.
Литературным творчеством Чубков начал заниматься со студенческого периода жизни. Первое его произведение — рассказ «Психолог» было опубликовано в 1972 году. С 1979 года постоянно печатается в журналах: «Аврора», «Звезда», «Нева», «Медвежьи песни», «Михайловский замок», «Изящная словесность», в сборниках «Глобус», «На суше и на море». Его первая книга «Пьедестал» была издана в издательстве «Редактор» в 1983 году. Автор двух десятков романов и больших повестей.
Его произведения по своему содержанию можно определить и как социально-психологические, и как бытовые, и как криминальные. По автор работал в жанре мениппеи. Гоголя, Чубков, называл своим литературным учителем.
В 2007 году на II Международном книжном салоне его книга «Некуда бежать», в номинации «Шинель», удостоена литературной премии им. Н. В. Гоголя.
С 1989 года являлся членом союза писателей России. С 2006 года член-корреспондент Петровской Академии наук и искусств.
Проживал в Санкт-Петербурге. Умер 24 мая 2010 года. 

## Награды и премии
- 2007 — Лауреат Литературная премия имени Н. В. Гоголя, в номинации «Шинель».